# Francesco Molino
Francesco Molino, también conocido como François Molino (Ivrea; 4 de junio de 1768 - París, 1847), fue un compositor y guitarrista italiano.

## Biografía
Francesco Molino nació en Ivrea, cerca de Turín. Según Brian Jeffery, en 1783, con tan sólo quince años, se enroló en la banda del Regimiento de Piamonte como oboísta y también tocó la viola en la orquesta del Teatro Regio de Turín. En 1820 se estableció en París, donde vivió como compositor y profesor hasta su muerte acaecida en 1847.
Compuso abundante de música para guitarra sola, entre la que merecen destacarse obras como sus Tre Sonate, op. 1, Grande Ouverture, op. 17 Variazioni Brillianti, op. 41,  la Grande Sonata, op. 51 o los dos Grande Bolero, op. 52 y op. 54. También escribió música de cámara con guitarra, entre la que podemos mencionar los tres tríos para flauta (o violín), viola y guitarra opp. 4, 30 y 45 respectivamente. El op. 4 está indicado sólo para flauta y no para flauta y violín. Son muy interesantes sus tres Sonatas para violín y guitarra op. 2 y las tres Sonatas para violín y guitarra, op. 9. Sin olvidarnos, por supuesto, de su espléndido Concierto para guitarra y orquesta, op. 56. Hacia 1817 publicó dos métodos para guitarra.
Aparte de su actividad como compositor para guitarra, merecen especial mención sus dos Conciertos para violín, el segundo de ellos dedicado a Kreutzer.

## Obra

### Guitarra sola
- Sonatina
- Sonate Op. 6. Nr. 2
- Grande Ouverture op.17
- Nocturne Op.36 (para piano y guitarra)
- Nocturne op. 38
- Nocturne Op.44 (para piano y guitarra)
- Nocturne Op.57
- Grande Potpourri über Themen von Rossini op. 47
- Sonate op. 68

### Violín y guitarra
- Notturni op.37 n.° 1, op. 38 n.° 2, op. 39 n.° 3.
- Sonata op.7 n.° 2.
- Duetto op. 3 n.° 2.
- Tre Duetti op. 16.
- Tre Duetti op. 61.

### Trío
- Grand Trio Concertant, op. 30, for flute or violin, viola, and guitar

### Conciertos
- Gitarrenkonzert op. 56
- Violinkonzert Nr. 2 op. 25
- Violinsonate op. 68

### Método
- Grande méthode complette pour la guitare ... Op. 46. par Francesco Molino Type : Français : Livre Livre Éditeur : Paris : L'Auteur, [183-] OCLC: 54138738